# Matija Murko
Matija Murko (Mathias Murko dans ses publications françaises), né le 10 février 1861 à Drstelja et mort le 11 février 1952 à Prague, est un chercheur originaire de Slovénie, spécialiste des traditions épiques serbo-croates, surtout de Bosnie-Herzégovine. Son œuvre, écrite en allemand puis traduite en français, resta longtemps peu connue dans son pays natal. Son ami Antoine Meillet, en 1929, le mit en contact avec un jeune homériste américain qui venait de soutenir une thèse devant un jury qu'il présidait: Milman Parry; par ce biais, Murko a fortement influencé le développement des études d'Homère au XXe siècle.

## Ouvrages
- Mathias Murko, La poésie populaire épique en Yougoslavie au début du XXe siècle, Paris, Champion, 1929.